# Melastoma bensonii
Melastoma bensonii är en tvåhjärtbladig växtart som beskrevs av Elmer Drew Merrill. Melastoma bensonii ingår i släktet Melastoma och familjen Melastomataceae. Inga underarter finns listade i Catalogue of Life.